# Podolí (Omlenice)
Podolí (německy Podolen) je součást obce Omlenice v okrese Český Krumlov.

## Historie
První písemná zmínka o Podolí pochází z roku 1358. Od zavedení obecního zřízení v polovině 19. století bylo Podolí osadou obce Omlenice. V letech 1930 až 1950 bylo Podolí osadou obce Stradov. V roce 1930 zde  stály 3 domy a žilo zde 16 obyvatel.